# Droits LGBT en Norvège
Les personnes lesbiennes, gaies, bisexuelles et transgenres (LGBT) en Norvège ont vu leurs droits peu à peu reconnus, dans un contexte d'acceptation générale.

## Législations et droits
Les relations homosexuelles sont dépénalisées depuis 1972.

### Mariage entre personnes de même sexe
Le mariage civil est ouvert aux couples homosexuels depuis 2009.
L'Église de Norvège a également ouvert le mariage aux homosexuels en 2017.

## Droits des personnes transgenres
Amnesty International avait soutenu une campagne menée par une personne qui souhaitait changer légalement de genre sans devoir être stérilisée. 
En 2016, une réforme est proposée par le gouvernement pour permettre aux personnes transgenres de modifier leur état civil sans avoir à se soumettre à une intervention médicale.

## Droits des personnes intersexes
En mars 2019, le Directoire norvégien pour les enfants, la jeunesse et les affaires familiales a publié deux rapports préconisant de retarder les opérations chirurgicales sur les organes sexuels des enfants intersexes, de telles transformations requérant le consentement des premiers concernés et non pas seulement l'avis des médecins ou la volonté des parents.

## Don du sang
Les homosexuels ont le droit de donner leur sang, mais seulement après un an d'abstinence.

## Tableau récapitulatif
| Dépénalisation de l’homosexualité                                                   | Depuis 1972                      |
| Majorité sexuelle identique à celle des hétérosexuels                               | Depuis 1972                      |
| Interdiction de la discrimination liée à l'orientation sexuelle à l'embauche        | Depuis 1998                      |
| Interdiction de la discrimination liée à l'identité de genre dans tous les domaines | depuis 2013                      |
| Mariage civil                                                                       | Depuis 2009                      |
| Reconnaissance des couples homosexuels                                              | Depuis 1993                      |
| Adoption conjointe dans les couples de personnes de même sexe                       | depuis 2009                      |
| Adoption coparentale par les couples homosexuels                                    | depuis 2002                      |
| Droit pour les gays de servir dans l’armée                                          | Depuis 1979                      |
| Droit de changer légalement de genre                                                | depuis 2016                      |
| Interdiction de thérapies de conversion                                             | depuis 2023                      |
| Gestation pour autrui pour les gays                                                 | Non                              |
| Accès aux FIV pour les lesbiennes                                                   | Depuis 2009                      |
| Autorisation du don de sang pour les HSH                                            | depuis 2017 (un an d'abstinence) |